# 門托拉特火山
44°42′0″S 73°05′0″W / 44.70000°S 73.08333°W
門托拉特火山（Volcán Mentolat）是智利的火山，位於伊瓦涅斯將軍艾森大區的馬格達萊納島國家公園內，海拔高度1,660米，破火山口闊6公里，火山爆發歷史不詳，最近一次爆發估計在18世紀初發生。 （页面存档备份，存于）